# Malena (nombre)
Malena es un nombre propio femenino que originalmente se trataba un acrónimo de los nombres «Magdalena», «María Elena» o «Almudena». Se popularizó su uso como nombre propio luego del éxito del tango Malena, estrenado en 1942. Es de uso común en Argentina.

## Personalidades
- Malena de Toledo (1913-1960), cancionista de tangos.
- Malena Sandor (1913-1969),  dramaturga y periodista argentina.
- Malena Doria (1933-2009), actriz mexicana.
- Malena Kuss (1940-), musicóloga argentina.
- Malena Marechal (1942-2019),  actriz, autora y directora teatral argentina.
- Malena Teigeiro (1945-). política española.
- Malena Alvarado (1954-2013), actriz venezolana.
- Malena Burke (1958-), cantante cubana.
- Malena Ernman (1970-), cantante sueca.
- Malena Muyala (1971-), cantante y compositora uruguaya.
- Malena Gracia (1971-), artista española.
- Malena Alterio (1974-), actriz argentino-española.
- Malena Galmarini (1975-), politóloga argentina.
- Malena Solda (1977-), actriz y directora argentina.
- Malena Pichot (1982-), artista y activista argentina.
- Malena Contestí (1984-), abogada española.
- Malena Costa Sjögren (1989-), modelo española.
- Malena Sánchez (1991-), actriz argentina.
- Malena Luchetti (1992-), actriz argentina.
- Malena Villa (1995-), actriz argentina.
- Malena Narvay (1997-), actriz y cantante argentina.
- Malena Ortiz (1997-), futbolista española-azerí.

## En el Arte
- Malèna
- Malena es un nombre de tango (novela)
- Malena es un nombre de tango (película)